# The Love Trap
The Love Trap is een Amerikaanse filmkomedie uit 1929 onder regie van William Wyler. De film werd destijds uitgebracht in Nederland onder de titel Een nacht in een taxi.

## Verhaal
Het danseresje Evelyn Todd wordt op één dag ontslagen, uit haar appartement gezet en belaagd door een rokkenjager. Ze wordt gered door de knappe zakenman Peter Harrington. Ze trouwen met elkaar, maar hun geluk wordt bedreigd door de oom van Peter. Hij herkent Evelyn van een wild feestje.

## Rolverdeling
| Acteur            | Personage          |
| ----------------- | ------------------ |
| Laura La Plante   | Evelyn Todd        |
| Neil Hamilton     | Peter Harrington   |
| Robert Ellis      | Guy Emory          |
| Jocelyn Lee       | Bunny              |
| Norman Trevor     | Rechter Harrington |
| Clarissa Selwynne | Mevrouw Harrington |
| Rita La Roy       | Mary Harrington    |